# Graham Hurley
Pour les articles homonymes, voir Hurley.
Œuvres principales
- Série Joe Faraday

Graham Hurley, né en novembre 1946 à Clacton-on-Sea, dans le comté d'Essex, est un réalisateur de documentaires et un scénariste pour la télévision, ainsi qu'un écrivain britannique, spécialisé dans le roman policier.

## Biographie
Après avoir acquis un  MA en littérature anglaise de l'Université de Cambridge, Hurley a, pendant vingt ans, réalisé de nombreux documentaires et travaillé pour Southern Television. Il a également été journaliste pour The Portsmouth News.
Après trente ans passés à Portsmouth, il vit désormais à Exmouth dans le Devon.
Il est marié et père de trois enfants.
Graham Hurley est principalement connu pour sa série de romans sur l'inspecteur de police Joe Faraday. L'action se déroule à Portsmouth, ville considérée par Hurley comme un décor idéal de polar.
Particulièrement précis concernant les techniques policières, notamment en raison de sa rencontre avec le chef de la police de Portsmouth, Hurley a été reconnu comme un grand auteur de police procedural (romans policiers de procédure) par d’autres maîtres du genre comme Michael Connelly ou encore Harlan Coben.

## Œuvre

### Romans

#### SérieJoe Faraday
1. Disparu en mer, Masque, 2002 ((en) Turnstone, 2000)
2. Coups sur coups, Masque, 2003 ((en) The Take, 2001)
3. Les Anges brisés de Somerstown, Masque, 2004 ((en) Angels Passing, 2002)
4. La Nuit du naufrage, Masque, 2006 ((en) Deadlight, 2003)
5. Les Quais de la blanche, Masque, 2007 ((en) Cut to Black, 2004)
6. Du sang et du miel, Masque, 2008 ((en) Blood and Honey, 2006)
7. Sur la mauvaise pente, Masque, 2009 ((en) One Under, 2007)
8. L’Autre Côté de l’ombre, Masque, 2011 ((en) The Price of Darkness, 2008)
9. Une si jolie mort, Masque, 2012 ((en) No Lovelier Death, 2009)
10. Le paradis n'est pas pour nous, Masque, 2014 ((en) Beyond Reach, 2010)
11. L'Incendie, Masque, 2015 ((en) Borrowed Light, 2010)
12. Happy Days, Masque, 2017 ((en) Happy Days, 2012)
13. (en) Backstory, 2012Recueil de nouvelles

Les livres de Graham Hurley sont publiés en France aux éditions du Masque et dans la collection Folio Policier des éditions Gallimard.

#### SérieJimmy Suttle
- Western Approaches (2012)
- Touching Distance (2013)
- The Sins of the Father (2014)
- The Order of Things (2015)

#### SérieEnora Andresson
- Curtain Call (2019)
- Sight Unseen (2019)
- Off Script (2020)
- Limelight (2020)
- Intermission (2021)

#### SérieWars Within
- Finisterre (2016)
- Aurore (2017)

#### Autres romans
- (en) Rules of Engagement
- (en) Reaper
- (en) The Devil's Breath
- (en) Thunder in the Blood
- (en) Sabbathman
- (en) The Perfect Soldier
- (en) Heaven's Light
- (en) Nocturne
- (en) Permissible Limits

## Filmographie

### Comme réalisateur
- 1986 : Titanic: The Nightmare and the Dream
- 1986 : National Geographic Video: Secrets of the Titanic
- 1988 : The Great Storm, épisode de la série The London Programme

### Comme scénariste
- 1975-1976 : Homicide (en), série télévisée australienne - 6 épisodes
- 1989 : Rules of Engagement, mini-série britannique en 6 épisodes
- 1991 : My Friend Charlie, épisode 5, saison 9, de la série télévisée britannique Bergerac

## Adaptation à la télévision
De 2011 à 2014, France 2 a diffusé une adaptation française des romans de Hurley, Deux flics sur les docks. Tournée au Havre sous la direction d’Edwin Baily, la série met en scène Joe Faraday et Paul Winckler, incarnés respectivement par Jean-Marc Barr et Bruno Solo. À ce jour, 12 téléfilms ont été réalisés.
Graham Hurley a été convaincu par ces téléfilms, les considérant comme « complètement en accord avec l’esprit de [s]es livres ».